# Monte Partenio
El monte Partenio, sito en las inmediaciones de la ciudad griega de Tegea, separaba la zona suroccidental del Argólida de la sudoriental de Arcadia. La ruta que lo atravesaba constituía una de las más agrestes y despobladas de Grecia.

## Leyendas
Según la mitología griega, este monte fue el lugar donde fueron abandonados Atalanta y Télefo al nacer. En el primer caso, Atalanta fue expuesta por orden de su padre ya que solo deseaba hijos varones, y la recién nacida fue amamantada por una osa. En el segundo caso, Télefo fue abandonado por su madre, Auge, para evitar que este pudiera sufrir algún daño, pues ella iba a ser vendida como esclava. El niño fue hallado por unos boyeros y entregado por estos al rey Córito, que lo crio como si fuera su propio hijo.
También se decía que, durante las guerras médicas, en este monte se había aparecido el dios Pan al corredor Filípides para anunciar a los atenienses que la lucha les sería favorable y que él iría a ayudarles en la batalla.